# Prom Night (serie di film)
Prom Night è una serie cinematografica horror creata da Paul Lynch nel 1980.

## La serie
La serie prende il nome dal titolo originale del primo film della serie, uscito in Italia col titolo Non entrate in quella casa. Il titolo Prom Night è dovuto al fatto che l'incidente che da inizio alla storia dei film ha avuto luogo nella notte del ballo di fine anno, detta in America Prom Night.
Mentre il primo film della serie era prevalentemente un thriller, i successivi tre film sono veri e propri film horror. Nel secondo e terzo film della serie, protagonista è Mary Lou Maloney, una ragazza deceduta che torna dalla tomba per vendicarsi su colui che l'ha uccisa.

## Episodi
- Non entrate in quella casa (Prom Night) (1980), regia di Paul Lynch
- Prom Night II - Il ritorno (Hello Mary Lou: Prom Night II) (1987), regia di Bruce Pittman
- Prom Night III - L'ultimo bacio (Prom Night III: The Last Kiss) (1990), regia di Ron Oliver e Peter R. Simpson
- Discesa all'inferno (Prom Night IV: Deliver Us from Evil) (1992), regia di Clay Borris
- Che la fine abbia inizio (Prom Night) (2008), regia di Nelson McCormick